# Marine équatorienne
La Marine équatorienne (espagnol : Armada del Ecuador ou Fuerza Naval del Ecuador) est une composante des Forces armées équatoriennes. 

## Dotation en 2010
| Bateau                                                | Origine             | Type                                                  | Classe                             | En service   | Notes | Image |
| Navire-école                                          | Navire-école        | Navire-école                                          | Navire-école                       | Navire-école | Navire-école |       |
| ----------------------------------------------------- | ------------------- | ----------------------------------------------------- | ---------------------------------- | ------------ | --- | ----- |
| Guayas (BE-21)                                        | Espagne             | trois-mâts barque - navire-école                      |                                    | Oui          | |       |
| Sous-marins                                           |                     |                                                       |                                    |              | |       |
| BAE Shyri (S101)                                      | Allemagne           | sous-marin conventionnel                              | Type 209/1300                      | Oui          | [ 2 ] |       |
| BAE Huancavilca (S102)                                | Allemagne           | sous-marin conventionnel                              | Type 209/1300                      | (no)         | . |       |
| Frégates lance-missiles                               |                     |                                                       |                                    |              | |       |
| Morán Valverde FM-01                                  | Royaume-Uni - Chili | frégates lance-missiles                               | Classe Condell (en)/Classe Leander | Oui          | . |       |
| BAE Presidente Eloy Alfaro (FM-02) (en)               | Royaume-Uni - Chili | frégates lance-missiles                               | Classe Condell (en)/Classe Leander | Oui          | acquired from Chile in March, 2008. |       |
| Corvettes lance-missiles                              |                     |                                                       |                                    |              | |       |
| BAE Esmeraldas (CM-11)                                | Italie              | Corvette lance-missiles                               | Tipo 550 class corvette            | Oui          | [ 5 ] |       |
| BAE Manabí (CM-12)                                    | Italie              | Corvette lance-missiles                               | Tipo 550 class corvette            | Oui          | |       |
| BAE Los Rios (CM-13)                                  | Italie              | Corvette lance-missiles                               | Tipo 550 class corvette            | (no)         | [ 6 ] |       |
| BAE El Oro (CM-14)                                    | Italie              | Corvette lance-missiles                               | Tipo 550 class corvette            | Oui          | |       |
| BAE Galápagos (CM-15)                                 | Italie              | Corvette lance-missiles                               | Tipo 550 class corvette            | Oui          | |       |
| BAE Loja (CM-16)                                      | Italie              | Corvette lance-missiles                               | Tipo 550 class corvette            | Oui          | |       |
| Patrouilleur lance-missiles (Navire d'attaque rapide) |                     |                                                       |                                    |              | |       |
| LAE Quito (LM-25)                                     | Allemagne           | Patrouilleur lance-missiles (Navire d'attaque rapide) | TNC 45 Seawolf class               | Oui          | |       |
| LAE Guayaquil (LM-26)                                 | Allemagne           | Patrouilleur lance-missiles (Navire d'attaque rapide) | TNC 45 Seawolf class               | Oui          | |       |
| LAE Cuenca (LM-27)                                    | Allemagne           | Patrouilleur lance-missiles (Navire d'attaque rapide) | TNC 45 Seawolf class               | Oui          | |       |
| Navires auxiliaires                                   |                     |                                                       |                                    |              | |       |
| BAE Huacolpo (TR-61) (en)                             | États-Unis          | classe LST-542                                        | Huacolpo class                     | (no)         | Anciennement en service dans l'US Navy sous le nom USS Summit County (LST-1146), utilisé comme navire de transport entre 1977 et 2006. |       |
| BAE Calicuchima (TR-62)                               | Royaume-Uni         | Navire ravitailleur                                   | Kintebury class                    | Oui          | ex-RMAS Throsk (A379) |       |
| BAE Atahualpa (TR-63)                                 | États-Unis          | Navire ravitailleur                                   | YW type                            | Oui          | ex-US YW 131 |       |
| BAE Quisquis (TR-64)                                  | Royaume-Uni         | Navire ravitailleur                                   | Waterfall class                    | Oui          | ex-Waterside (Y-20) |       |
| BAE Taurus (TR-65)                                    | Équateur            | Navire ravitailleur                                   | Taurus class                       | Oui          | civilian ship bought in 1987. Built by Astinave, Guayaquil. Currently status is unknown.                                               |       |
| BAE Chimborazo (RA-70)                                | États-Unis          | fleet tug                                             | classe Abnaki                      | Oui          | ex-USS Chowanoc (ATF-100) |       |
| Navire océanographique                                |                     |                                                       |                                    |              | |       |
| BAE Orion (BI-91)                                     | Japon               | Navire océanographique                                | Orion class                        | Oui          | |       |
| LAE Sirius                                            | Équateur            | Navire océanographique                                | Sirius class                       | Oui          | [ 12 ] |       |

## Garde-côtes
Patrulleras Guardacostas Oceánicas
- LG-39 Isla Fernandina
- LG-40 Isla Española
- LG-41 Isla San Salvador

Patrulleras Guardacostas Marítimas
Clase Manta
- LG-37 Isla de la Plata
- LG-38 Isla Santa Clara

Clase Espada
- LG-35 Isla Santa Rosa
- LG-36 Isla Puná

Patrulleras Guardacostas Costeras
Clase "Point Class"
- LG-32 Isla Seymor

Clase "71"
- LG-31 Isla Isabela

Clase "10 de Agosto"
- LG-33 Isla Santa Cruz
- LG-34 Isla San Cristóbal

Clase "Puyango"
- LG-112 Río Mataje

P.G.R Patrulleras Guardacostas Ribereñas
- LG-121 Río Esmeraldas
- LG-122 Río Santiago

Tipo Interceptoras
- LG-611 Río Verde
- LG-612 Río Bulu Bulu
- LG-613 Río Macará
- LG-614 Río Yaguachi
- LG-616 Río San Miguel
- LG-617 Río Quininde
- LG-618 Río Catamayo

Lanchas Guardacostas Costeras
Clase "1100"
- LG-601 Río Jubones
- LG-114 Río Chone
- LG-115 Río Daule
- LG-116 Río Babahoyo

Clase "8.30"
- LG-161 Río Coangos
- LG-162 Río Muisne
- LG-163 Río Tangare

Lanchas Guardacostas Ribereñas
Clase "7.30"
- LG-171 Río Tena
- LG-172 Río Puyo
- LG-173 Río Portoviejo
- LG-174 Río Manta

Clase "6.30"
- LG-181 Río Zamora
- LG-182 Río Palora

## Armement
| Name                                        | Origin      | Type                          | Version         | Used by                                     | Notes      | Image      |
| Artillerie                                  | Artillerie  | Artillerie                    | Artillerie      | Artillerie                                  | Artillerie | Artillerie |
| ------------------------------------------- | ----------- | ----------------------------- | --------------- | ------------------------------------------- | ---------- | ---------- |
| Canon de marine de 4,5 pouces QF Mark I - V | Royaume-Uni |                               | Mark VI         | Classe Condell (en)                         |            |            |
| Oto Melara 76/62 Compact Gun                | Italie      |                               | 76/62 Compact   | Tipo 550 class corvette                     |            |            |
| Oto Melara Twin 40 Compact Gun              | Italie      | Close-in weapon system (CIWS) | Twin 40L70      | Tipo 550 class corvette                     |            |            |
| Raytheon Phalanx 20mm Gatling Gun           | États-Unis  | Close-in weapon system (CIWS) | Phalanx Block 0 | Classe Condell (en)                         |            |            |
| Missile anti-navires                        |             |                               |                 |                                             |            |            |
| MBDA Exocet                                 | France      | Missile anti-navires          | MM40 Block 2    | Classe Condell (en) Tipo 550 class corvette |            |            |
| MBDA Exocet                                 | France      | Missile anti-navires          | MM38            | TNC 45 Seawolf class FAC                    |            |            |
| missile sol-air                             |             |                               |                 |                                             |            |            |
| MBDA Aspide                                 | Italie      | missile sol-air               | Aspide 1A       | Tipo 550 class corvette                     |            |            |
| Torpilles                                   |             |                               |                 |                                             |            |            |
| Atlas Elektronik SST                        | Allemagne   | 533 mm heavyweight torpedo    | SST-4 mod 0     | Type 209 submarine                          |            |            |

## Aviation navale
| Aéronef                                | Origine                      | Type                         | Version                      | En service                   | Notes                                                   | Image                        |
| Avion de patrouille maritime           | Avion de patrouille maritime | Avion de patrouille maritime | Avion de patrouille maritime | Avion de patrouille maritime | Avion de patrouille maritime                            | Avion de patrouille maritime |
| -------------------------------------- | ---------------------------- | ---------------------------- | ---------------------------- | ---------------------------- | ------------------------------------------------------- | ---------------------------- |
| Beechcraft Super King Air              | États-Unis                   | Avion de patrouille maritime | CATPASS 250MP                | 1                            |                                                         |                              |
| CASA CN‑235 Persuader                  | Espagne                      | Avion de patrouille maritime | CN‑235‑MPA                   | 1                            |                                                         |                              |
| Hélicoptères                           |                              |                              |                              |                              |                                                         |                              |
| Bell 206 JetRangerBell TH-57 SeaRanger | États-Unis                   | Hélicoptère d'entraînement   | 206BTH-57A                   | 3                            |                                                         |                              |
| Bell 230                               | États-Unis                   | radar surveillance           | 230T                         | 1                            | Deux livrés au total. Un s'écrase en mer en 2009.       |                              |
| Bell 430                               | États-Unis                   | Hélicoptère de transport     | 430                          | 2                            | Construit en 1997. Un s'écrase en forêt le 6 mai 2024,. |                              |
| Avion d'entraînement                   |                              |                              |                              |                              |                                                         |                              |
| Beechcraft T‑34 Mentor                 | États-Unis                   | Avion d'entraînement         | T-34C-1                      | 3                            |                                                         |                              |
| ENAER T-35 Pillán                      | Chili                        | Avion d'entraînement         | T-35B                        | 4                            |                                                         |                              |
| Drones                                 |                              |                              |                              |                              |                                                         |                              |
| IAI Heron                              | Israël                       | patrol UAV                   | Heron I                      | 2                            | [ 15 ]                                                  |                              |
| IAI Searcher                           | Israël                       | patrol UAV                   | Searcher III                 | 4                            | [ 16 ]                                                  |                              |
| Avion de transport                     |                              |                              |                              |                              |                                                         |                              |
| Beechcraft Super King Air              | États-Unis                   | light transport              | B200B300B350                 | 21                           |                                                         |                              |
| CASA CN-235                            | Espagne                      | Avion de transport           | CN-235M-100                  | 1                            |                                                         |                              |